# Österreichische Chemische Gesellschaft
Die Österreichische Chemische Gesellschaft, bis 31. Dezember 2021 Gesellschaft Österreichischer Chemiker (GÖCH), ist ein 1897 gegründeter Verein für Chemikerinnen und Chemiker und Studierende im Bereich Chemie. Die GÖCH hat etwa 1800 Mitglieder (Stand September 2022). Die Namensänderung von Gesellschaft Österreichischer Chemiker in Österreichische Chemische Gesellschaft erfolgte im Herbst 2021 mit Wirksamkeit 1. Januar 2022.
Der Verein wird durch das Präsidium und den Geschäftsführer nach außen vertreten. Gemeinsam mit den Leiterinnen und Leiter der Arbeitsgruppen und den Zweigstellen bildet das Präsidium den Vorstand der GÖCH. Präsident der GÖCH ist seit 1. Januar 2021 Peter Gärtner, die Geschäftsführung obliegt  Walter Schneider.
Der Verein sieht eine seiner Aufgaben, internationale Symposien, Kongresse und öffentliche Diskussionsveranstaltungen zu organisieren, die Bereichen der Chemie gewidmet sind. Innerhalb der GÖCH gibt es 17 Arbeitsgruppen, die sich mit unterschiedlichen Fachbereichen beschäftigen. Die sehr spezifischen Anliegen der chemischen Analytik vertritt die ASAC (Österreichische Gesellschaft für Analytische Chemie).
Es wurden in der Vergangenheit für besondere Verdienste im Bereich der Chemie auch Auszeichnungen vergeben, die nach berühmten österreichischen Forscherpersönlichkeiten benannt sind (Josef-Loschmidt- oder Carl-Freiherr-Auer-von-Welsbach-Medaille, Friedrich-Emich-Plakette). Aktuell vergibt die GÖCH verschiedene Preise für wissenschaftliche Arbeiten und Publikationen.
Unter anderem hilft der Verein auch bei der Arbeitsplatzsuche von Mitgliedern und ist gemeinsam mit der Österreichischen Akademie der Wissenschaften Herausgeber des wissenschaftlichen Fachjournals Monatshefte für Chemie – Chemical Monthly, das im Springer Verlag erscheint. Als Mitteilungsblatt für die Mitglieder fungieren jährlich vier Monatshefte der von der Gesellschaft Deutscher Chemiker herausgegebenen Nachrichten aus der Chemie, von denen eigene GÖCH-Ausgaben publiziert werden. Das Journal erscheint im Wiley Verlag.
Die Arbeitsgruppe Junge Chemie der GÖCH vertritt Studierende und junge Universitätsabsolventen der chemischen Wissenschaften innerhalb der GÖCH und nach außen gegenüber der Wirtschaft und Öffentlichkeit.